# So Blu
So Blu (у преводу, Тако Блу/Тако тужна) је деби албум америчке Р&Б и Соул певачице Блу Кантрел који је издат у Сједињеним Америчким Државама 31. јула 2001. године за Ариста Рекордс. Албум је углавном продуцирао Кристофер "Трики" Стјуарт, са додатном помоћи од Џимија Џема и Терија Луиса, Џејсона Роума и Даласа Остина. Овај албум је достигао осмо место на америчкој Билборд 200 листи и из њега је произишао хит који је достигао друго место, Hit 'Em Up Style (Oops!).

## Списак песама
1. " – 3:45
2. " – 4:10
3. " – 4:21
4. " – 4:07
5. " – 3:31
6. " – 5:15
7. " – 3:58
8. " – 4:25
9. " – 3:49
10. " – 4:22
11. " – 3:37
12. " – 4:14
13. " – 5:23

## Учинак на листама

### Албум
(Северна Америка):
| Година | Листа | Место |
| ------ | ----- | ----- |
| 2004   |       | #8    |
| 2004   |       | #5    |

### Синглови
| Година | Сингл | Листа | Место |
| ------ | ----- | ----- | ----- |
| 2001   |       |       | #1    |
| 2001   |       |       | #1    |
| 2001   |       |       | #1    |
| 2001   |       |       | #2    |
| 2001   |       |       | #5    |
| 2001   |       |       | #6    |
| 2001   |       |       | #6    |
| 2001   |       |       | #7    |
| 2001   |       |       | #12   |
| 2001   |       |       | #15   |
| 2001   |       |       | #26   |
| 2001   |       |       | #30   |
| 2001   |       |       | #35   |
| 2001   |       |       | #77   |

## Места на америчкој листи
| Недеља         | 1 | 2  | 3  | 4  | 5  | 6  | 7  | 8  | 9  | 10  | 11  | 12  | 13  | 14  | 15  |
| Место на листи | 8 | 15 | 32 | 36 | 58 | 63 | 78 | 80 | 96 | 102 | 134 | 153 | 178 | 180 | 183 |
| -------------- | - | -- | -- | -- | -- | -- | -- | -- | -- | --- | --- | --- | --- | --- | --- |